# Kim Song-soon
Dit is een Koreaanse naam; de familienaam is Kim.
Kim Song-soon, ook bekend als Kim Song-sun (Koreaans: 김송순) (Pyongyang, 26 december 1940) is een schaatsster uit Noord-Korea. Ze vertegenwoordigde haar vaderland op de Olympische Winterspelen 1964 in Innsbruck.

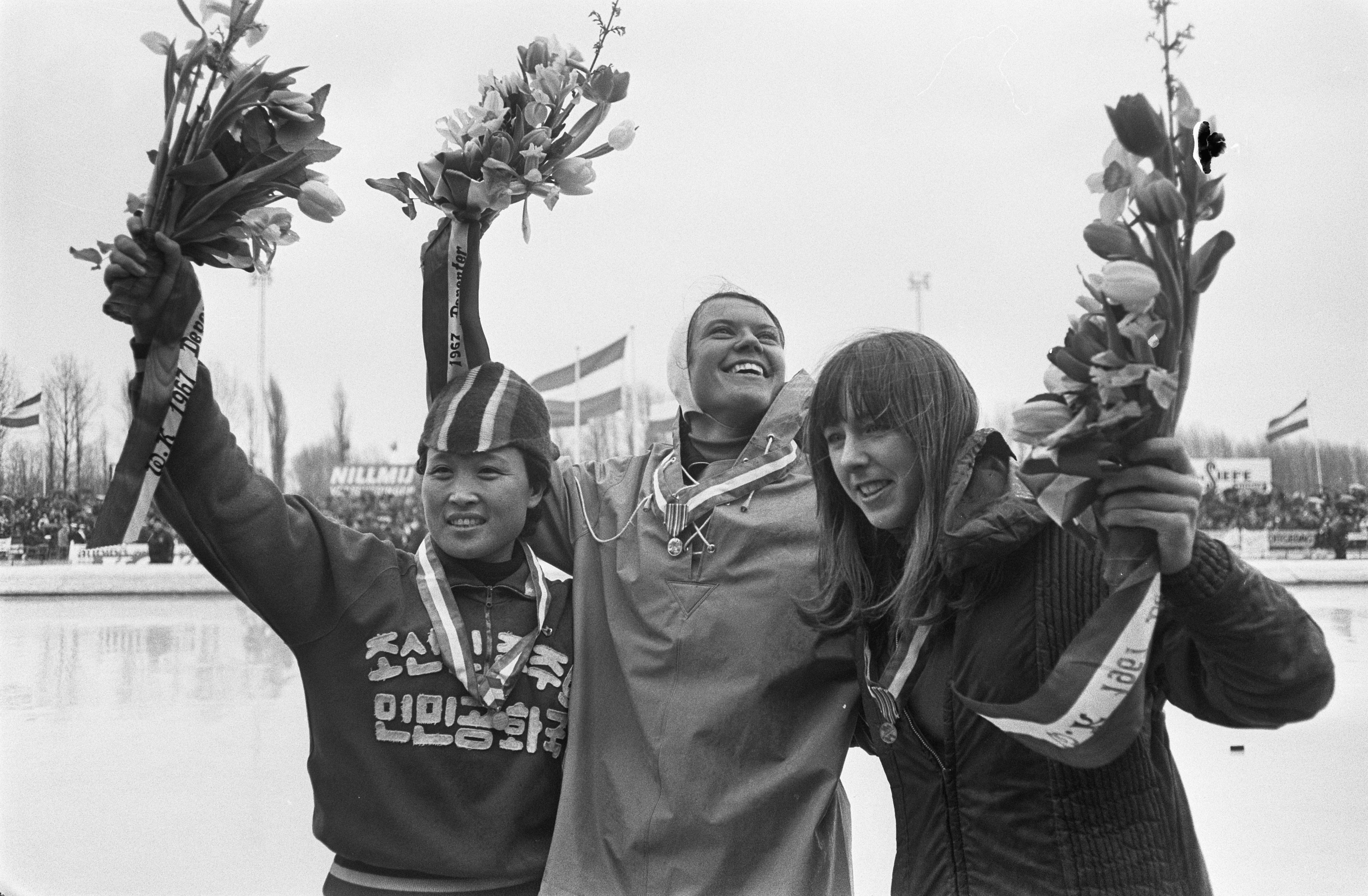
Kim Song-soon (links), Stien Kaiser (midden) en Dianne Holum (rechts) op het 1500 meter podium van de wereldkampioenschappen 1967.

## Resultaten

### Olympische Spelen
| Jaar | Plaats    | Resultaten                  |
| ---- | --------- | --------------------------- |
| 1964 | Innsbruck | 4e 1500 meter 7e 3000 meter |

### Wereldkampioenschappen
| Jaar | Plaats       | Resultaten   |
| ---- | ------------ | ------------ |
| 1963 | Karuizawa    | 11e Allround |
| 1964 | Kristinehamn | 7e Allround  |
| 1965 | Oulu         | 8e Allround  |
| 1966 | Trondheim    | Allround     |
| 1967 | Deventer     | 9e Allround  |

## Persoonlijke records
| Afstand    | Tijd    | Datum            | Baan      |
| ---------- | ------- | ---------------- | --------- |
| 500 meter  | 47,90   | 12 februari 1966 | Trondheim |
| 1000 meter | 1.34,90 | 22 januari 1967  | Grenoble  |
| 1500 meter | 2.27,70 | 30 januari 1964  | Innsbruck |
| 3000 meter | 5.14,60 | 12 februari 1966 | Trondheim |